# Улица Роберта Фалька
У́лица Ро́берта Фа́лька — улица на юге Москвы в Даниловском районе Южного административного округа от улицы Ларионова.

## Происхождение названия
Улица получила название в августе 2018 года в честь художника Роберта Фалька (1886—1958), соединившего в своём творчестве русский модерн и авангард. Одновременно 10 улиц в районе бывшей промышленной зоны завода имени Лихачева («ЗИЛ») были названы именами знаменитых художников, работников ЗИЛа, его основателей и директора.

## Описание
Улица начинается от улицы Ларионова, проходит на юго-восток параллельно улице Суетина и выходит на берег Москвы-реки.